# Comtat (divisió administrativa)
Un comtat (county en anglès), com a divisió administrativa, especialment en alguns països angloparlants, és un territori (land area) de govern local (local government) dins d'una contrada. A vegades equival a la nostra comarca, com és el cas dels counties dels EUA, i per tant, també es podria traduir com a tal. Un comtat administratiu (o comarca) té divisions menors que generalment es tradueixen amb la paraula ciutat: city, town, borough o civil parish. pot correspondre a diferents nivells de la Nomenclatura de les Unitats Territorials Estadístiques (3 al Regne Unit, 2 als Estats Units, 4 a Polònia)

## Història dels comtats a Anglaterra

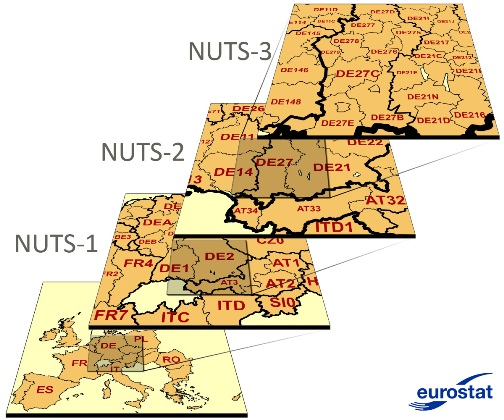
Diagrama visual de la Nomenclatura de les Unitats Territorials Estadístiques

Antigament, a l'Europa continental, un comtat (en anglès, county, en francès comté, en castellà condado, en italià, contea, en alemany Grafshaft, etc.) era el territori sota la jurisdicció d'un comte. A les Illes Britàniques i la França postcèltiques, la paraula vikinga earl era la utilitzada per designar un comtat però després de la conquesta normanda d'Anglaterra en anglès es va utilitzar la paraula county derivada del francès. Així com la paraula francesa comté denota una jurisdicció sobirana, l'anglesa county denota una subdivisió de la jurisdicció sobirana.
Quan els normands van conquerir Anglaterra, van portar el terme amb ells. Els saxons ja havien establert els districtes que es van convertir en els comtats històrics d'Anglaterra, anomenant-los shires; molts noms de comtats deriven del nom de la ciutat del comtat (seu del comtat) amb la paraula shire afegida a: per exemple, Gloucestershire i Worcestershire. Els termes anglosaxons earl i earldom es van prendre com a equivalents als termes continentals count i county sota els normands conqueridors, i amb el pas del temps els dos es van barrejar i es van convertir en equivalents. A més, el terme importat es va convertir posteriorment en un sinònim de la paraula de l'anglès antic sċīr ([ʃiːr]) o, en anglès modern, shire - una divisió administrativa equivalent dins el regne. El terme county va evolucionar, en conseqüència, per designar un nivell d'administració local que estava immediatament per sota d'un govern nacional, dins d'un sistema de govern no federal.
En diversos països hi ha divisions administratives més o menys equivalents però, tot i que alguns comparteixen el nom de county, les funcions i organització que s'apliquen al Regne Unit, al Canadà o als Estats Units, per exemple, són diferents.

## Els comtats als Estats Units d'Amèrica

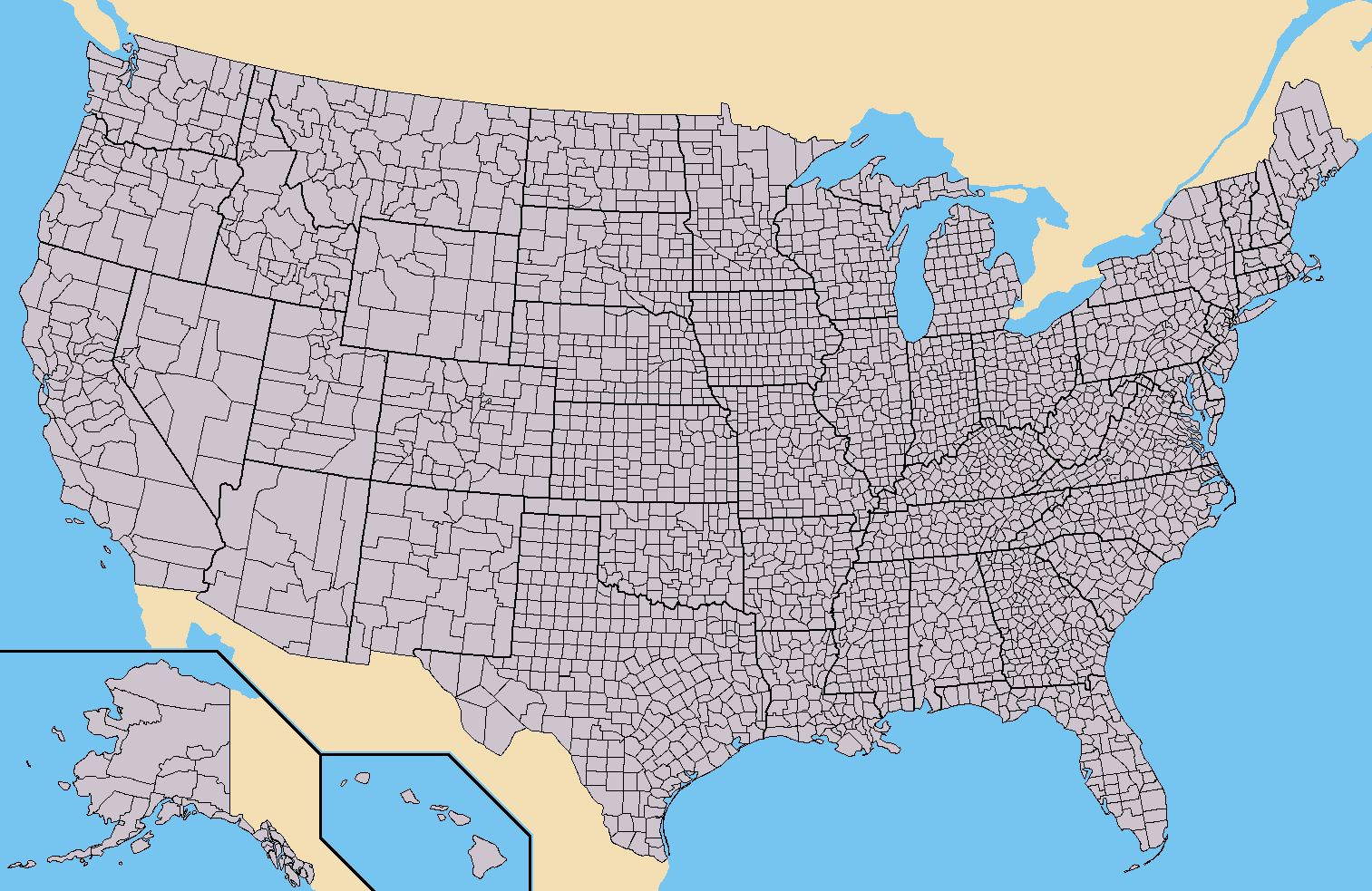
Mapa dels Estats Units d'Amèrica amb la divisió en comtats

Als Estats Units d'Amèrica els comtats són divisions administratives de l'estat que equivaldrien a les nostres comarques. Allà on hi ha comtats, són un nivell intermedi de govern situat entre el nivell estatal (és a dir, dels states) i el nivell local. Hi ha comtats en 48 dels 50 estats dels Estats Units d'Amèrica. Els altres dos estats els van abolir, com entitats a funcionals, i un tercer estat està en procés de fer-ho. Dels restants 48 estats, 46 fan servir el terme county i les excepcions en són Louisiana, que se subdivideix en parishes (parròquies) i Alaska, que se subdivideix en boroughs (municipis) i àrees censals.

## Els comtats al Regne Unit de Gran Bretanya i Irlanda del Nord

Els comtats cerimonials d'Anglaterra.

El Regne Unit distingeix administrativament tres tipus de comtats:
- Comtats metropolitans: de creació moderna, a l'entorn de grans ciutats per millorar les necessitats d'administració sorgides de grans concentracions de població en relativament poc espai.
- Comtats no metropolitans: que generalment coincideixen amb els antics comtats històrics de tipus feudal a càrrec d'un comte.
- Comtats cerimonials: coincideixen amb àrees geogràfiques i poden incloure en el seu territori petits comtats no metropolitans.

El 1974, la divisió metropolitans i no metropolitans va substituir el sistema anterior, introduït el 1889, que distingia entre comtats i county boroughs, un territori menor, el primer seria semblant a una província i el segon a una comarca.
La majoria dels comtats no metropolitans d'Anglaterra tenen com a entitat governativa un consell anomenat county council, que repartien les seves funcions en districtes; cada districte té un representant en el consell. Generalment tenen competències en: educació, serveis d'emergència, urbanisme, transport, serveis socials, i altres serveis amb relació a la comunitat.
A Anglaterra, durant el període anglosaxó es van crear els shires per a la recollida d'impostos, i la persona al càrrec s'establia en una ciutat fortificada o burg, que era coneguda com "la ciutat del shire" (shire town) i més endavant van esdevenir les capitals del comtat o (county town). En molts casos els shires rebien el mateix nom que la seva capital (per exemple Bedfordshire), però van haver algunes excepcions, com ara Cumberland, Norfolk i Suffolk. En altres casos, per exemple Buckinghamshire, l'actual capital, Aylesbury, no coincideix amb l'antiga Buckingham.
La paraula "county" la van introduir els normands en el vocabulari anglès, i procedeix del terme medieval "conté", (comtat, territori d'un comte). Els comtats normands només van ser una altra manera d'anomenar els shires i, en conseqüència, els noms de cada shires-comtats es va conservar. Alguns dels comtats tradicionals, àdhuc Essex, Sussex i Kent, són anteriors a la unificació d'Anglaterra aconseguida per Alfred el Gran, i coincideixen amb territoris que van ser reialmes.
A Irlanda del Nord els sis consells de comtat existents van ser abolits el 1973 i substituïts per 26 districtes de govern local, però els noms dels comtats encara es fan servir com a referència dins l'àmbit cultural i en altres ocasions no oficials ni administratives.
Els tretze comtats històrics de Gal·les es van crear amb una llei del 1539 (tot i que alguns ja existien anteriorment, com Pembrokeshire que data del 1138) i molts dels shires d'Escòcia són també d'aquesta època. En la llengua escocesa per dir "comtat" es fan servir la paraula siorramachd («el domini d'un sheriff»), per exemple:Siorramachd Earra-ghaidheal, que en anglès és Argyllshire.
Fins al 1974, els límits dels comtats van variar poc. Durant l'edat mitjana diverses ciutats importants van rebre una "carta de drets" com ara Londres, Bristol i Coventry, i es van crear nombroses jurisdiccions administratives petites fora de la Gran Bretanya (exclaves), com ara Islandshire. El 1844, l'administració de molts d'aquests exclaves va ser transferida a un comtat proper.
L'any 1965 i 1974–1975, es va crear reorganitzar l'administració d'Anglaterra i Gal·les, això va comportar a creació de nous comtats com Hereford i Worcester (format per la unió de dos) i els comtats no metropolitans, que descongestionaven l'administració de les grans ciutats. A Escòcia el nivell que ocupaven els comtats va ser reemplaçat per regions més grans, situació que va durar fins al 1996. En l'actualitat a Escòcia, Gal·les, Irlanda del Nord i en gran part d'Anglaterra es tendeix a delegar en les administracions locals menors, basat en l'Informe Redcliffe-Maud.